# Adrián Bernabé
Adrián Bernabé Garcia (ur. 26 maja 2001 w Barcelonie) – hiszpański piłkarz grający na pozycji pomocnika we włoskim klubie Parma Calcio. Młodzieżowy reprezentant Hiszpanii. Uczestnik Letnich Igrzysk Olimpijskich 2024 w Paryżu.

## Sukcesy

### Parma Calcio
- Serie B: 2023/24[3]

### Manchester City U-23
- Mistrzostwo Anglii U-23(inne języki): 2020/21(inne języki)

### Manchester City U-18
- Zwycięzca Premier League Cup: 2018/19

- Finalista FA Youth Cup: 2018/19(inne języki)

### Hiszpania U-21
- Wicemistrzostwo Europy U-21: 2023[4]